# Nel nome del padre
Nel nome del padre és una pel·lícula italiana estrenada el 1972, dirigida per Marco Bellocchio. Ha estat seleccionada entre els 100 film italiani da salvare.

## Argument
El guió és una evocació de l'autor i director del film sobre la seva infància i el seu temps d'estudi amb els salesians.
La trama es desenvolupa el 1958 en l'àmbit d'una escola religiosa en ruïnes. El protagonista Angelo, entra en coc amb les normes de l'escola i la disciplina força inflexible imposada pel vicerector. Això ho fa destacar-se com un rebel, per contrast, amb la resta dels seus companys. La ubicació de la pel·lícula, en una època i context determinat per l'ambientació del col·legi, serveixen de marc per construir una dura crítica a l'església.
Una de les escenes més dures de la pel·lícula és quan maten una gallina arrencant-li el cap amb la mà.

## Repartiment
- Yves Beneyton: Angelo
- Aldo Sassi: Franc
- Renato Scarpa: el pare Corazza
- Laura Betti: la mare de Franc
- Piero Vida: Bestias
- Lou Castel: Salvatore
- Marco Romizi: Gamma